# 괴짜 이야기
《괴짜이야기》(일본어: 傾物語 카부키모노가타리[*])는 일본의 소설가 니시오 이신이 고단샤를 통해 연재한 소설이다. 이야기 시리즈 세컨드 시즌중 두번째 작품이다.

주인공인 아라라기 코요미가 오시노 시노부와 키타시라헤비 신사에서 시간여행을 하다가 과거에서 하치쿠지 마요이를 죽음으로부터 구함으로써 일어나는 이야기이다. 대한민국에서는 학산문화사를 통해 2013년 4월 7일에 발간되었다.

## 애니메이션
애니메이션화되어 2013년 7월 6일부터 2013년 12월 28일까지 방영된 모노가타리 세컨드 시즌 총 26화중 6화부터 9화까지 총 4화로 방영되었다.

대한민국에서는 애니플러스에서 방영되었다.

### 주제가
- 여는곡 <Happy bite>

작사: meg rock
작곡·편곡: 코우사키 사토루
노래: 하치쿠지 마요이 (카토 에미리)
- 닫는곡 〈アイヲウタエ〉 (사랑을 노래해)

작사, 작곡: 진
노래: 하루나 루나